# Epichloë
Epichloë ist eine Pilzgattung aus der Familie der Mutterkornpilzverwandten (Clavicipitaceae). Sie sind Symbionten, die endophytisch in verschiedenen Süßgräsern aus der Unterfamilie Pooideae leben und zum Fraßschutz der Wirtspflanze beitragen. Die Typusart der Gattung Epichloë ist der Gras-Kernpilz (Epichloë typhina). Die sich asexuell fortpflanzenden Verwandten von Epichloë werden in der anamorphen Gattung Neotyphodium zusammengefasst.

## Merkmale
Die Vertreter der Gattung Epichloë sind endophytische Pilze, die in den Interzellularräumen der Blätter und Stängel ihrer Wirtspflanzen leben und mit diesen eine konstitutiv-symbiotische Lebensgemeinschaft bilden. Die Wirtspflanze versorgt den Pilz mit Nährstoffen. Darüber hinaus kontrolliert die Wirtspflanze das Wachstum des Pilzes. Der Pilz schützt im Gegenzug die Wirtspflanze durch seine Produktion von Alkaloiden vor Fraßfeinden wie Insekten, pflanzenfressenden Wirbeltieren und Wurzelgallennematoden. Ebenso verbessert der Pilz die Widerstandskraft der Wirtspflanze gegen Trockenheit und kontrolliert deren Wurzelwachstum und die Fruchtreifung.

## Alkaloide

Ergovalin, eines der von Epichloë spp. produzierten Mutterkornalkaloide

Vertreter der Gattung Epichloë können mehrere verschiedene Alkaloide produzieren, wozu auch Mutterkornalkaloide gehören, insbesondere Ergovalin und verschiedene Clavine.

Temulin, ein Lolinalkaloid

Lolitrem B, ein von Epichloë festucae produziertes Lolitrem

Des Weiteren können sie Lolitreme und Lolinalkaloide (Loline) – wie das aus Taumel-Lolch (Lolium temulentum) isolierte Temulin (Norlolin) – sowie das Guanidiniumalkaloid Peramin bilden. Während Peramin und Loline als Insektizid wirken, haben Lolitreme eine neurotoxische Wirkung auf Wirbeltiere, was sich an Zittern (Tremor) zeigen kann. Von dieser Wirkung kann insbesondere Weidevieh betroffen werden, wenn es Gras konsumiert, beispielsweise Lolium perenne (Ausdauernder Lolch), das mit Epichloë infiziert ist. Eine ebenfalls vorwiegend auf Wirbeltiere toxische Wirkung haben die von Epichloë-Arten gebildeten verschiedenen Mutterkornalkaloide. Zu den durch diese hervorgerufenen Symptomen bei Weidevieh werden Gewichtsverlust, Durchblutungsstörungen sowie Störungen der Fortpflanzungsfähigkeit und Laktation gezählt.
Sporen und Teile des Mycels kommen auch in den Samen der Wirtspflanzen vor. Auf diese Weise bildet sich die Lebensgemeinschaft aus Pilz und Wirtspflanze bereits während der Keimlingsentwicklung.

## Systematik
Die Gattung Epichloë gehört innerhalb der Familie der Mutterkornpilzverwandten zum Tribus Balansieae, zu dem unter anderem auch die endo- und epiphytisch auf verschiedenen Süßgräsern lebenden Gattungen Atkinsonella, Balansia und Myriogenospora zählen.
Mit der Gattung Epichloë sehr nahe verwandt ist die Gattung Neotyphodium. Das wesentliche Unterscheidungsmerkmal ist das Fehlen des sexuellen Zyklus in der Gattung Neotyphodium. Neotyphodium-Arten stammen entwicklungsgeschichtlich von Vertretern der Gattung Epichloë ab, wobei Hybridisierungsprozesse eine wichtige Rolle gespielt haben.

## Arten
- Epichloë amarillans
- Epichloë baconii
- Epichloë brachyelytri
- Epichloë bromicola
- Epichloë clarkii
- Epichloë elymi
- Epichloë festucae
- Epichloë glyceriae
- Epichloë sylvatica
- Epichloë typhina